# NGC 2966
NGC 2966 je galaksija u zviježđu Sekstantu.

## Vanjske poveznice
- SEDS: NGC 2966